# Augusta Elisabetta di Württemberg
Duchessa Augusta Elisabetta di Württemberg (in tedesco: Auguste Elisabeth, Herzogin von Württemberg;; Stoccarda, 30 ottobre 1734 – Hornberg, 4 giugno 1787) era un membro del Casato Ducale di Württemberg e una Duchessa di Württemberg per nascita.
Attraverso il suo matrimonio con Carlo Anselmo, IV Principe di Thurn und Taxis, Augusta era anche un membro del Casato Principesco di Thurn und Taxis e Principessa consorte di Thurn und Taxis.

## Famiglia ed infanzia
Augusta era la sestogenita e minore dei figli di Carlo Alessandro, Duca di Württemberg e di sua moglie la Principessa Maria Augusta di Thurn und Taxis. Durante la sua gioventù, aveva vissuto con la madre, fino a che non entrò nel prestigioso convento delle ursuline a Metz nel 1750. Nel 1752, suo fratello maggiore Carlo Eugenio voleva farle sposare un principe francese del sangue per aiutarlo nel nuovo orientamento politico dei Württemberg verso la Francia. Il progetto matrimoniale però fallì, e per risparmiare il costo del mantenimento di Augusta, fu invece data in sposa a suo cugino materno Carlo Anselmo, IV Principe di Thurn und Taxis.

## Matrimonio e discendenza
Augusta sposò Carlo Anselmo, IV Principe di Thurn und Taxis, figlio di Alessandro Ferdinando, III Principe di Thurn und Taxis e di sua moglie la Margravia Sofia Cristiana di Brandeburgo-Bayreuth, il 3 settembre 1753 a Stoccarda nel Ducato di Württemberg. Ebbero otto figli:
- Principessa Maria Teresa di Thurn und Taxis (10 luglio 1757 - 9 marzo 1776)[1]

∞ 25 agosto 1774 Kraft Ernesto, Principe di Oettingen-Oettingen
- Principessa Sofia Federica di Thurn und Taxis (20 luglio 1758 - 31 maggio 1800)[1]

∞ 31 dicembre 1775 Principe Girolamo Vincenzo Radziwiłł (11 maggio 1759 - 18 settembre 1786)
∞ intorno al 1795 NN Kazanowski
∞ 1797 Conte Ostrorog
- Principe Francesco Giovanni Nepomuceno di Thurn und Taxis (battezzato il 2 ottobre 1759 - 22 gennaio 1760)[1]
- Principessa Enrica Carolina di Thurn und Taxis (battezzata il 25 aprile 1762 - 25 aprile 1784)[1]

∞ 21 aprile 1783 Giovanni Aloisio II, Principe di Oettingen-Oettingen e Oettingen-Spielberg
- Principe Alessandro Carlo di Thurn und Taxis (19 aprile 1763 - 21 aprile 1763)[1]
- Principessa Federica Dorotea di Thurn und Taxis (11 settembre 1764 - 10 novembre 1764)[1]
- Carlo Alessandro, V Principe di Thurn und Taxis (22 febbraio 1770 - 15 luglio 1827)[1]

∞ 25 maggio 1789 Duchessa Teresa di Meclemburgo-Strelitz
- Principe Federico Giovanni Nepomuceno di Thurn und Taxis (11 aprile 1772 - 7 dicembre 1805), unmarried[1]

Alla morte del suocero nel 1773 Augusta Elisabetta divenne principessa consorte di Thurn und Taxis, titolo che mantenne fino al divorzio avvenuto nel 1776. Suo marito si risposò morganaticamente nel 1787 con Elisabeth Hildebrand che gli diede un altro figlio, Nicola Giuseppe.

## Ascendenza
|                                          |                                       |                                              | Genitori                                  |  |  | Nonni |  |  | Bisnonni                    |  |  | Trisnonni                        |  |
|                                          |                                       |                                              |                                           |  |  |       |  |  | Eberardo III di Württemberg |  |  | Giovanni Federico di Württemberg |  |
|                                          |                                       |                                              |                                           |  |  |       |  |  | Eberardo III di Württemberg |  |  | Giovanni Federico di Württemberg |  |
|                                          |                                       | Barbara Sofia di Brandeburgo                 |                                           |  |  |       |  |  | Eberardo III di Württemberg |  |  |                                  |  |
| Federico Carlo di Württemberg-Winnental  |                                       |                                              |                                           |  |  |       |  |  | Eberardo III di Württemberg |  |  |                                  |  |
|                                          |                                       | Anna Caterina Dorotea di Salm-Kyrburg        | Giovanni Casimiro di Salm-Kyrburg         |  |  |       |  |  |                             |  |  |                                  |  |
|                                          |                                       | Anna Caterina Dorotea di Salm-Kyrburg        | Giovanni Casimiro di Salm-Kyrburg         |  |  |       |  |  |                             |  |  |                                  |  |
|                                          |                                       | Anna Caterina Dorotea di Salm-Kyrburg        | Dorotea di Solms-Laubach                  |  |  |       |  |  |                             |  |  |                                  |  |
| Carlo I Alessandro di Württemberg        |                                       | Anna Caterina Dorotea di Salm-Kyrburg        |                                           |  |  |       |  |  |                             |  |  |                                  |  |
|                                          |                                       | Alberto II di Brandeburgo-Ansbach            | Gioacchino Ernesto di Brandeburgo-Ansbach |  |  |       |  |  |                             |  |  |                                  |  |
|                                          |                                       | Alberto II di Brandeburgo-Ansbach            | Gioacchino Ernesto di Brandeburgo-Ansbach |  |  |       |  |  |                             |  |  |                                  |  |
|                                          |                                       | Alberto II di Brandeburgo-Ansbach            | Sofia di Solms-Laubach                    |  |  |       |  |  |                             |  |  |                                  |  |
| Eleonora Giuliana di Brandeburgo-Ansbach |                                       | Alberto II di Brandeburgo-Ansbach            |                                           |  |  |       |  |  |                             |  |  |                                  |  |
|                                          |                                       | Sofia Margherita di Oettingen-Oettingen      | Gioacchino Ernesto di Oettingen-Oettingen |  |  |       |  |  |                             |  |  |                                  |  |
|                                          |                                       | Sofia Margherita di Oettingen-Oettingen      | Gioacchino Ernesto di Oettingen-Oettingen |  |  |       |  |  |                             |  |  |                                  |  |
|                                          |                                       | Sofia Margherita di Oettingen-Oettingen      | Anna Sibilla di Solms-Sonnenwalde         |  |  |       |  |  |                             |  |  |                                  |  |
| Augusta Elisabetta di Württemberg        |                                       | Sofia Margherita di Oettingen-Oettingen      |                                           |  |  |       |  |  |                             |  |  |                                  |  |
|                                          | Eugenio Alessandro di Thurn und Taxis | Lamoral Claudio Francesco di Thurn und Taxis |                                           |  |  |       |  |  |                             |  |  |                                  |  |
|                                          | Eugenio Alessandro di Thurn und Taxis | Lamoral Claudio Francesco di Thurn und Taxis |                                           |  |  |       |  |  |                             |  |  |                                  |  |
|                                          | Eugenio Alessandro di Thurn und Taxis | Anna Francesca Eugenia di Hornes             |                                           |  |  |       |  |  |                             |  |  |                                  |  |
| Anselmo Francesco di Thurn und Taxis     | Eugenio Alessandro di Thurn und Taxis |                                              |                                           |  |  |       |  |  |                             |  |  |                                  |  |
|                                          |                                       | Anna Adelaide di Fürstenberg-Heiligenberg    | Ermanno Egon di Fürstenberg-Heiligenberg  |  |  |       |  |  |                             |  |  |                                  |  |
|                                          |                                       | Anna Adelaide di Fürstenberg-Heiligenberg    | Ermanno Egon di Fürstenberg-Heiligenberg  |  |  |       |  |  |                             |  |  |                                  |  |
|                                          |                                       | Anna Adelaide di Fürstenberg-Heiligenberg    | Maria Francesca di Fürstenberg-Stühlingen |  |  |       |  |  |                             |  |  |                                  |  |
| Maria Augusta di Thurn und Taxis         |                                       | Anna Adelaide di Fürstenberg-Heiligenberg    |                                           |  |  |       |  |  |                             |  |  |                                  |  |
|                                          |                                       | Ferdinando Augusto Leopoldo di Lobkowicz     | …                                         |  |  |       |  |  |                             |  |  |                                  |  |
|                                          |                                       | Ferdinando Augusto Leopoldo di Lobkowicz     | …                                         |  |  |       |  |  |                             |  |  |                                  |  |
|                                          |                                       | Ferdinando Augusto Leopoldo di Lobkowicz     | …                                         |  |  |       |  |  |                             |  |  |                                  |  |
| Maria Ludovica Anna di Lobkowicz         |                                       | Ferdinando Augusto Leopoldo di Lobkowicz     |                                           |  |  |       |  |  |                             |  |  |                                  |  |
|                                          |                                       | Maria Anna di Baden-Baden                    | …                                         |  |  |       |  |  |                             |  |  |                                  |  |
|                                          |                                       | Maria Anna di Baden-Baden                    | …                                         |  |  |       |  |  |                             |  |  |                                  |  |
|                                          |                                       | Maria Anna di Baden-Baden                    | …                                         |  |  |       |  |  |                             |  |  |                                  |  |
|                                          |                                       | Maria Anna di Baden-Baden                    |                                           |  |  |       |  |  |                             |  |  |                                  |  |

## Titoli e trattamento
- 30 ottobre 1734 – 3 settembre 1753: Sua Altezza Serenissima Ducale Duchessa Augusta di Württemberg
- 3 settembre 1753 – 17 marzo 1773: Sua Altezza Serenissima Ducale La Principessa Ereditaria di Thurn und Taxis
- 17 marzo 1773–1776: Sua Altezza Serenissima Ducale La Principessa di Thurn und Taxis
- 1776 – 4 giugno 1787: Sua Altezza Serenissima Ducale Principessa Augusta di Thurn und Taxis, Duchessa di Württemberg